# Vladimír Srb

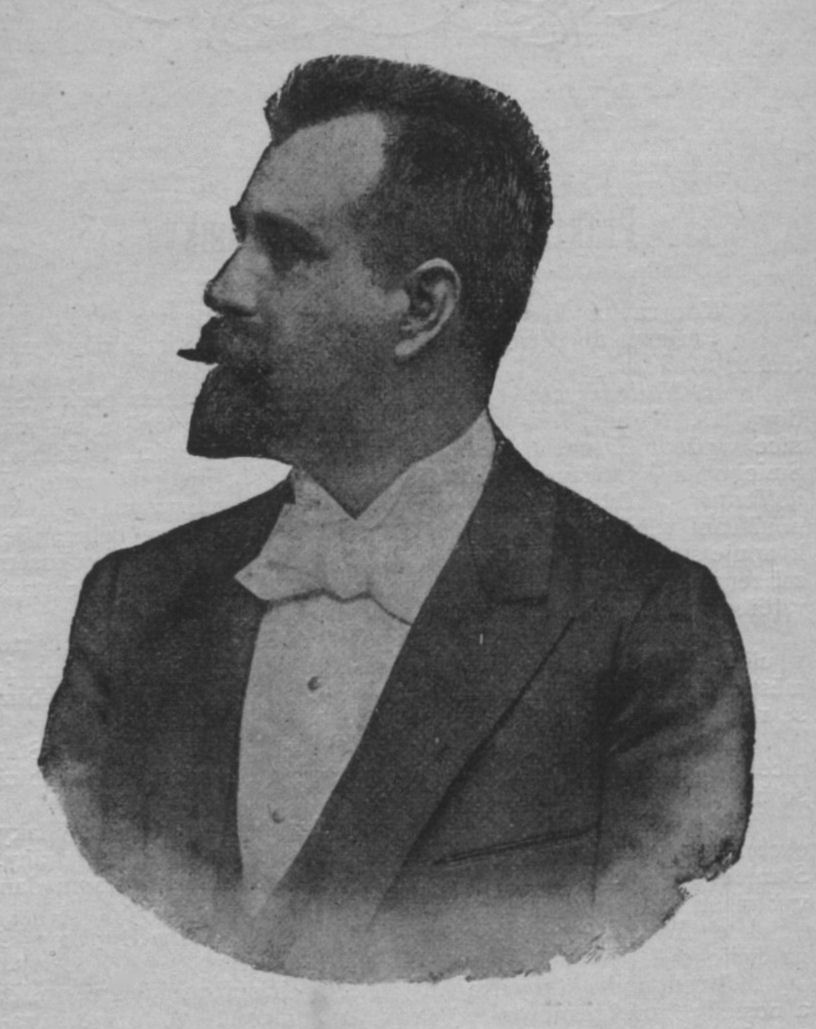
Vladimír Srb (1905)

Vladimír Srb (* 19. Juni 1856 in Hořice v Podkrkonoší; † 11. Mai 1916 in Prag) war ein tschechischer Politiker und Jurist. Er war Bürgermeister von Prag, Landtagsabgeordneter zum Böhmischen Landtag und Abgeordneter zum Österreichischen Abgeordnetenhaus.

## Leben
Srb wurde als Sohn der Schriftstellerin Anna Srbová geboren, besuchte das Gymnasium in Prag und studierte an der Prager Universität Rechtswissenschaften, wo er 1880 zum Dr. jur. promovierte und in der Folge in der Advokatur des Prager Oberbürgermeisters Černý arbeitete, bevor er 1886 eine eigene Kanzlei eröffnete.
Er wurde 1889 in das Stadtverordnetenkollegium von Prag gewählt, war ab 1890 Stadtrat und wirkte zwischen 1895 und 1900 zunächst als Bürgermeister-Stellvertreter. Hierbei war er als Vertreter der Alttschechen bereits im Dezember 1896 zum Bürgermeister gewählt worden, nahm diese Wahl aber nicht an. Er wurde im Gegenzug fast einstimmig als erster Vizebürgermeister bestätigt und überließ das Bürgermeisteramt dem Kandidaten der Jungtschechen. Srb wurde am 5. Februar 1900 erneut zum Bürgermeister gewählt, wobei er diese Wahl annahm und am 4. März 1903 im Amt bestätigt wurde. Er wirkte in der Folge bis zum 10. Februar 1906 als Bürgermeister von Prag. Nachdem er sich bereits 1889 um ein Landtagsmandat im Böhmischen Landtag beworben hatte, zog er 1901 über das Mandat Prag-Kleinseite in den Landtag ein, dem er bis zu dessen Auflösung im Jahr 1913 angehörte und wo er die Funktion des Klubobmanns der Alttschechen ausübte. Srb trat bei der Reichsratswahl 1907 für die Alttschechen im Wahlbezirk Böhmen 3 an und zog in der Folge in das Österreichische Abgeordnetenhaus ein. Er legte sein Mandat jedoch 19. Oktober 1909 wieder zurück. Ab 1893 war Srb auch im Vorstand der Stadtsparkasse Prag, der er zwischen 1900 und 1903 auch als Präsident vorstand. Zudem war er 1907 Gründungspräsident der Česká banka in Prag.
Unter Srbs Zeit als Bürgermeister wurde die Sanierung des jüdischen Viertels Josefstadt vorgenommen und der Neubau mehrerer Brücken sowie der Bau des tschechischen Repräsentationshauses vollendet. Als Bürgermeister von Prag war Srb zeitweise der ranghöchste tschechische Politiker, was ihn veranlasste eine Art nationaltschechische Quasi-Außenpolitik mit Besuchen der Pariser Weltausstellung 1900 und von slawischen Festakten zu betreiben.
Srb starb an einem Schlaganfall in seiner Kanzlei und wurde in der Folge in Prag beerdigt.

## Auszeichnungen
- Komturkreuz mit Stern des Franz-Joseph-Ordens (1901)
- Ritter des Russischen Stanislausordens 2. Klasse mit dem Sterne
- Officier de l’instruction publique